# Osorkon IV
Pour les articles homonymes, voir Osorkon.
Osorkon IV est un roi de la XXIIIe dynastie de la Troisième Période intermédiaire, bien que certains le voient comme le dernier représentant de la XXIIe dynastie. Il aurait régné de 725 à 716 AEC.

## Attestations
Il est sans aucun doute attesté par la célèbre stèle des victoires de Piânkhy, sur laquelle il est représenté prosterné devant le propriétaire de la stèle avec d'autres souverains soumis,. Le roi est également l'auteur d'un monument mal connu en calcaire de style archaïsant (rappelant la IIIe dynastie) à Tanis. Une statuette fragmentaire en faïence vitreuse provenant de Memphis au nom d'un roi Ousermaâtrê et dont le style archaïsant rappelle l'époque du roi Osorkon IV fait de lui le très probable commanditaire.
Une autre découverte se rapportant peut-être à lui est l'égide de Sekhmet, trouvée à Bubastis et mentionnant un roi Osorkon liée (mère ou épouse) à la reine Tadibastet qui, s'il s'agit de la mère - étant donné que le nom ne coïncide pas avec ceux des mères des autres rois Osorkon - ne peut être que la mère d'Osorkon IV,.

## Identification

### À propos du nom de Nesout-bity
Le nom de Nesout-bity d'Osorkon a été considéré pendant longtemps comme étant Âakhéperrê Sétepenamon à partir de quelques monuments nommant un pharaon homonyme Osorkon, tels qu'un sceau en faïence et un bloc-relief, tous deux conservés au Rijksmuseum van Oudheden à Leyde, mais cette attribution a été remise en question par Frédéric Payraudeau. Selon lui, ces découvertes pourraient plutôt être attribuées à son lointain prédécesseur Osorkon l'ancien,. Par ailleurs, en 2010/11, une expédition française a découvert dans le temple de Mout à Tanis deux blocs portant un relief d'un roi Ousermaâtrê Osorkon, représenté dans un style assez archaïsant, qui ont d'abord été attribués à Osorkon III. En 2014, sur la base du style du relief et du nom royal, Aidan Dodson a rejeté l'identification de ce roi avec les deux rois Ousermaâtrê Osorkon déjà connus (Osorkon II et Osorkon III) et a déclaré qu'il s'agissait plutôt d'Osorkon IV avec son véritable nom de trône. Un fragment de statuette en faïence vitreuse de Memphis, archaïsant et connu de longue date, actuellement exposé au musée Petrie (UC13128), inscrit pour un roi Ousermaâtrê, avait été provisoirement attribué à plusieurs pharaons, de Piânkhy à Roudamon mais il pourrait en fait représenter Osorkon IV,.

### Dans les écrits assyriens et bibliques
On pense que Shilkanni est une transcription de (U)shilkan, qui à son tour est un dérivé d'(O)sorkon - d'où Osorkon IV - comme l'a proposé pour la première fois William F. Albright en 1956,. Cette identification est acceptée par plusieurs chercheurs,,,,,,, tandis que d'autres restent incertains ou même sceptiques. Shilkanni est rapporté par les Assyriens comme « roi de Musri » : cette localité, autrefois considérée comme un pays du nord de l'Arabie par l'orientaliste Hans Alexander Winckler, doit certainement être identifiée à l'Égypte. De même, le « Pir'u de Musri » à qui Hanno de Gaza demande de l'aide en 720 AEC ne peut être qu'Osorkon IV.
L'identité du roi biblique So est un peu moins certaine. En général, une abréviation de (O)so(rkon) est à nouveau considérée comme la plus probable par plusieurs chercheurs,,,,,,,,, mais l'hypothèse concurrente qui assimile So à la ville de Saïs, et donc au chef Tefnakht, est soutenue par un certain nombre de chercheurs,,.

## Généalogie

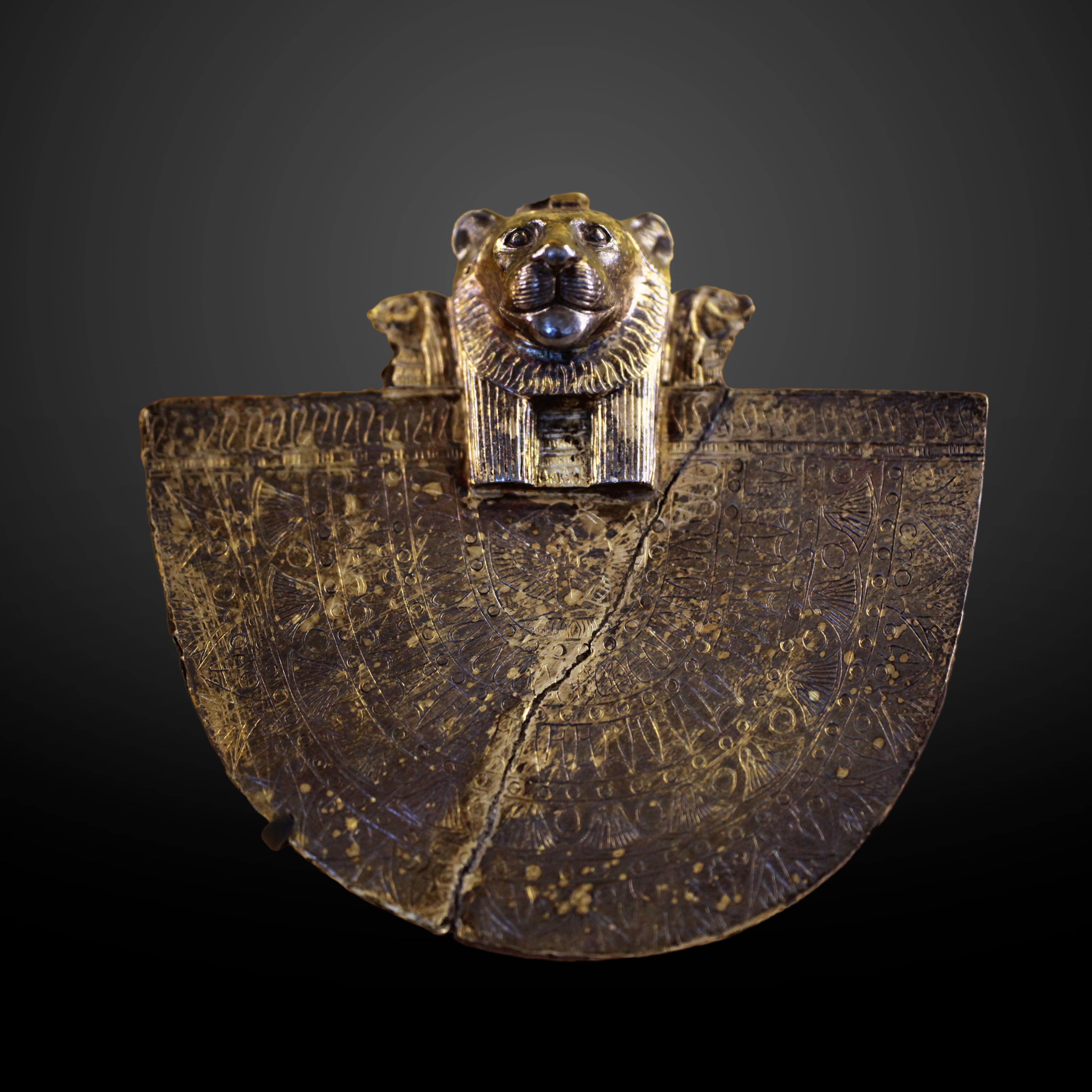
Égide en électrum de Sekhmet avec les noms de la reine Tadibastet et d'un roi Osorkon, au musée du Louvre

Sur l'égide en électrum de Sekhmet est écrit « Mère du dieu, épouse du roi, Tadibastet, qu'elle vive » ainsi que « Fils de Rê, Osorkon, pour toujours ».
Si la signification du titre « épouse du roi » est claire, la signification du titre « mère du dieu » n'est pas claire.
En effet, s'il signifie « mère du roi », alors cela ferait de Tadibastet la mère d'un roi Osorkon - le nom de la mère des autres rois Osorkon étant connu, il ne reste par défaut que le roi Osorkon IV. Dans ce contexte, le roi Sheshonq V (auparavant vu comme le prédécesseur direct d'Osorkon IV) était considéré comme l'époux de Tadibastet et le père d'Osorkon IV. Or, il semblerait que le prédécesseur d'Osorkon IV était Pétoubastis II plutôt que Sheshonq V.
Si la signification du titre « mère du dieu » n'est pas celle de « mère du roi », alors le titre « épouse du roi » se rapporterait non pas à un prédécesseur du roi Osorkon nommé mais à lui-même directement, ce roi n'étant pas obligatoirement Osorkon IV. L'absence de clarté empêche donc de privilégier une hypothèse par rapport à l'autre.

## Règne

### Étendue du territoire
Osorkon IV règne sur les villes de Tanis, Bubastis et Tjarou ainsi que sur le territoire de Rê-néfer, situé entre ces trois villes. De plus, la découverte de la statuette fragmentaire en faïence vitreuse provenant de Memphis montrerait que ce roi a contrôlé pendant un temps cette ville. Il a pour voisins divers rois et chefs de Basse et Moyenne-Égypte : les rois Nimlot III d'Hermopolis, Peftjaouaouibastet d'Héracléopolis et Ioupout II de Léontopolis et les chefs Tefnakht de Saïs, Bakennefy puis son fils Padiaset d'Athribis, Shéshonq puis son fils Pmouï de Bousiris, Djedamoniouefânkh de Mendès et son fils le général Ânkhhor à Hermopolis Parva, Akanash de Sebennytos et Patjenfy de Per-Sopdou ainsi que quelques chefs moins importants. La région thébaine est dirigée directement par les Koushites et leur roi Piânkhy.

### La campagne de Piânkhy

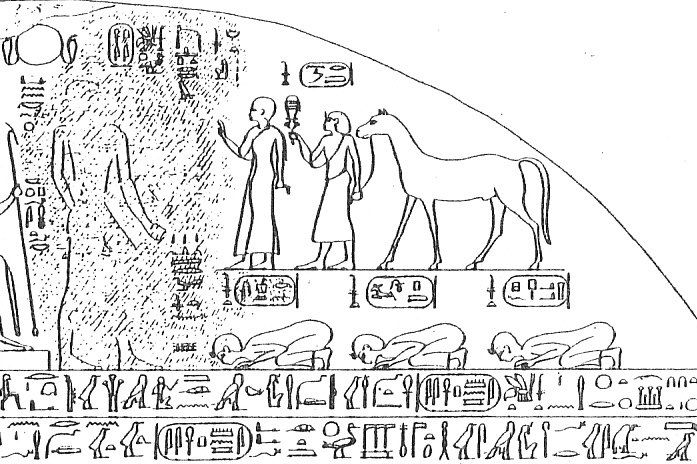
Partie droite du cintre de la stèle des victoires de Piânkhy, Osorkon est le roi de gauche parmi les trois rois en prosternation.

Osorkon IV est entré dans une coalition menée par Tefnakht dont l'objectif principal semble être la lutte contre l'expansion koushite. Cette coalition s'attaque en premier lieu au domaine de Peftjaouaouibastet, allié de Piânkhy, en prenant diverses villes au nord de Héracléopolis puis à la ville elle-même, qu'elle n'arrive pas à prendre, malgré le retournement de Nimlot III, ex-allié de Piânkhy. Ce dernier lance alors son armée vers Héracléopolis et Memphis, où se trouve une partie importante de l'armée coalisée. Là, Piânkhy vainc la coalition. Peu de temps après, accompagné d'autres rois et chefs de la coalition, Osorkon IV se soumet une première fois à Piânkhy dans la ville d'Héliopolis. Piânkhy accepte leur soumission, mais Osorkon et la plupart des dirigeants ne sont pas autorisés à pénétrer dans l'enceinte royale parce qu'ils ne sont pas circoncis et ont mangé du poisson, deux abominations aux yeux des Koushites,,. Après une intervention dans le Delta, Osorkon IV rencontre à nouveau Piânkhy à Athribis où il fait acte de soumission une seconde fois. Ces éléments sont relatés dans la stèle des victoires de Piânkhy datée de l'an 21 de ce roi (soit 723 AEC). Comme l'indique la stèle, si les rois et chefs se soumettent, ils sont autorisés toutefois à conserver leur domaine respectif, ce qui sera source d'ennuis pour les successeurs de Piânkhy.

### La menace assyrienne
En 725-724 AEC, Osée, le dernier roi d'Israël, s'est rebellé contre le roi assyrien Salmanazar V qui exigeait un tribut annuel et, selon le second « Livre des rois », de la Bible hébraïque, c'est-à-dire de l'Ancien Testament chrétien pour l'essentiel, aurait osé envoyer des messagers à So, roi d'Égypte, pour obtenir du soutien (2 Rois 17:4), qui pourrait être Osorkon IV (à moins que So ne signifie la ville de Saïs, selon entre autres Kahn). Pour des raisons inconnues - peut-être pour rester neutre vis-à-vis du puissant Empire néo-assyrien, ou simplement parce qu'il n'avait pas assez de pouvoir ou de ressources - le roi So n'aida pas Osée, qui fut ensuite vaincu et déposé par Salmanazar V. Le royaume d'Israël cessa alors d'exister, de nombreux Israélites furent emmenés en Assyrie en tant qu'exilés, et des colons assyriens et babyloniens occupèrent Israël,.
En 720 AEC, une révolte se produit en Palestine contre le nouveau roi assyrien Sargon II, menée par le roi Hanounou de Gaza qui demande alors l'aide du « Pirʾu de Musri », un terme signifiant très probablement « Pharaon d'Égypte » et faisant référence à Osorkon IV. Les sources assyriennes affirment que cette fois-ci, le roi égyptien a envoyé un commandant d'armée appelé Reʾe ou Reʾu (probablement en égyptien Râia) ainsi que des troupes afin de soutenir son allié voisin. Cependant, la coalition est vaincue lors de la bataille de Rafah. Reʾe s'enfuit en Égypte, Rapha et Gaza sont pillées et Hanounou est brûlé vif par les Assyriens,.
En 716 AEC, Sargon II atteint presque les frontières de l'Égypte. Se sentant cette fois directement menacé, Osorkon IV (appelé ici Shilkanni par les sources assyriennes) fait preuve d'une grande diplomatie : il rencontre personnellement le roi assyrien au « ruisseau d'Égypte » (très probablement El-Arich) et lui offre un présent que Sargon décrit personnellement comme « douze grands chevaux d'Égypte sans équivalent en Assyrie ». Le roi assyrien apprécie ses cadeaux et ne prend pas de mesures contre Osorkon IV.

### La fin du règne
Aucune mention d'Osorkon IV n'est connue après 716 AEC. Certaines découvertes archéologiques suggèrent que peu après cette date, Bakenranef de la XXIVe dynastie aurait étendu son royaume vers l'est, supplantant Osorkon IV à Tanis. En 712 AEC, le successeur de Piânkhy, Chabataka, marche vers le nord et bat Bakenranef. Lorsque, vers la même année, le roi Iamani d'Ashdod cherche refuge auprès de Chabataka en Égypte, ce dernier est en fait le seul souverain d'Égypte et renvoie Iamani enchaîné aux Assyriens. Quoi qu'il en soit, Osorkon IV n'est plus roi avant cette année-là. Quelques années plus tard, il semblerait qu'un nouveau roi ait émergé à Tanis sous le nom de Néferkarê Pamy II.